# Asociación Deportiva Municipal de Pérez Zeledón
L'Asociación Deportiva Municipal de Pérez Zeledón (Municipal de Pérez Zeledón) è una società calcistica costaricana con sede nella città di San Isidro de El General. Milita nella Primera División de Costa Rica, la massima divisione del campionato costaricano.

## Storia
L'Asociación Deportiva Municipal de Pérez Zeledón, è stata fondata nel 1962 ed il suo primo presidente fu Manuel Madrigal.
Nell'eliminatoria regionale della provincia di San José, per guadagnare il diritto alla finale nazionale, i generaleños dovettero affrontare le rappresentative di Santa María de Dota, San Marcos de Tarrazú, Aserrí, San Ignacio de Acosta, Rohrmoser, Plaza González Víquez, Barrio Cuba e Puriscal.
Per arrivare in seconda divisione, dopo una decade di tentativi, Pérez Zeledón dovette affrontare Guanacaste e El Carmen de Alajuela. Per questioni regolamentari della Federación Costarricense de Fútbol (FEDEFUTBOL), le tre squadre furono promosse. In quell'occasione l'istituzione aveva come presidente Jorge Durán e come direttore tecnico Saningo Soto. Correva l'anno 1976.
In quella categoria Pérez Zeledón, fu secondo classificato per tre volte (1980, 1986, 1988).
Con Otto Ureña alla presidenza e Didier 'Zorro' Castro allenatore, finalmente Pérez Zeledón vinse il titolo di campione della seconda divisione, piegando El Carmen de Alajuela per 4 gol a 3 con parziali di 1 a 3 in Alajuela e 3 a 0 a San Isidro de El General.
Nella prima partita di visita annotò Juan José Murillo ed in casa nella seconda Álvaro Wilson, Rafael 'Wally' Solano e Víctor Nation.
Nel 1988 l'Asociación Deportiva Municipal Generaleña vinse il titolo della seconda divisione, che gli diede il diritto di ascendere in prima divisione.
Nel 1991 l'Asociación Deportiva Pérez Zeledón è vincitrice della seconda divisione, che gli dà diritto a partecipare alla prima divisione.
Essendoci due squadre di Pérez Zeledón in prima divisione si giunge ad un accordo il 28 settembre 1991: la fusione delle due squadre promosse in prima divisione: Asociación Deportiva Municipal Generaleña ed Asociación Deportiva Pérez Zeledón. D'ora in poi l'Asociación Deportiva Municipal de Pérez Zeledón è la squadra che rappresenta il cantone in prima divisione.

## Palmarès

### Competizioni nazionali
- Segunda División de Costa Rica: 1

1990-1991

### Altri piazzamenti
- Copa Interclubes UNCAF:

Quarto posto: 2005

## Organico

### Rosa 2018-2019
Aggiornata al 6 agosto 2018.
| N. |                       | Ruolo | Calciatore       |
| -- | --------------------- | ----- | ---------------- |
| 1  | Costa Rica (bandiera) | P     | Bryan Segura     |
| 3  | Costa Rica (bandiera) | D     | Dennis Castillo  |
| 5  | Costa Rica (bandiera) | C     | Rafael Rodríguez |
| 6  | Costa Rica (bandiera) | C     | Jeykel Venegas   |
| 7  | Costa Rica (bandiera) | C     | Álvaro Sánchez   |
| 8  | Costa Rica (bandiera) | C     | Fabián Garita    |
| 10 | Argentina (bandiera)  | C     | Pablo Azcurra    |
| 11 | Costa Rica (bandiera) | C     | Anthony López    |
| 12 | Costa Rica (bandiera) | A     | Josué Mitchell   |
| 13 | Costa Rica (bandiera) | P     | Guido Jiménez    |
| 15 | Costa Rica (bandiera) | D     | César Carrillo   |
| 16 | Costa Rica (bandiera) | C     | Anthony Mata     |
| 17 | Costa Rica (bandiera) | D     | Aarón Solórzano  |
| 18 | Costa Rica (bandiera) | D     | Edder Monguio    |

| N. |                       | Ruolo | Calciatore        |
| -- | --------------------- | ----- | ----------------- |
| 19 | Costa Rica (bandiera) | C     | Axel Amador       |
| 20 | Costa Rica (bandiera) | A     | Yuaycell Wright   |
| 21 | Costa Rica (bandiera) | D     | Keylor Soto       |
| 22 | Argentina (bandiera)  | A     | Leandro Rodríguez |
| 23 | Costa Rica (bandiera) | D     | Mauricio Núñez    |
| 24 | Costa Rica (bandiera) | C     | Luis Barrantes    |
| 25 | Costa Rica (bandiera) | C     | Fernando Monge    |
| 27 | Costa Rica (bandiera) | D     | Asdrúbal Gibbons  |
| 28 | Argentina (bandiera)  | C     | Javier Liendo     |
| 29 | Paraguay (bandiera)   | A     | Lauro Cazal       |
| 30 | Costa Rica (bandiera) | A     | Joshua Navarro    |
| 33 | Costa Rica (bandiera) | A     | Esyin Cordero     |
| 35 | Costa Rica (bandiera) | P     | Carlos Méndez     |
| 99 | Costa Rica (bandiera) | D     | Kevin Sancho      |